# حسن أباد عامل زادة
حسن‌ أباد عامل زادة (بالفارسية: حسن‌آباد عامل زاده) هي قرية تقع في قسم بيزكي الريفي (مقاطعة تشناران) في إيران. يقدر عدد سكانها بـ 102 نسمة بحسب إحصاء 2016.